# 150e régiment d'infanterie (armée indienne britannique)
Pour les articles homonymes, voir 150e régiment.
Le 150e régiment d'infanterie (ou 150e régiment d'infanterie indienne) est un régiment d'infanterie de l'armée indienne britannique. Il est formé en Mésopotamie en mai 1918, sert pendant la Première Guerre mondiale et la troisième guerre anglo-afghane, et est finalement dissous en juin 1921.

## Historique
Les trois bataillons sont formés en Mésopotamie en mai 1918 avec des compagnies complètes affectées dans les 15e (en), 17e (en) et 18e (en) divisions indiennes. Les trois bataillons sont transférés en Inde en juin 1918,. Le 2e bataillon participe à la troisième guerre anglo-afghane en 1919 au sein de la 16e division indienne (en).
Les trois bataillons sont dissous en Inde en 1920 et 1921. 